# Panicum acuminatum
Espèce
Panicum acuminatum est une espèce de plantes monocotylédones de la famille des Poaceae, sous-famille des Panicoideae, originaire des régions tempérées. Le nom Panicum acuminatum est un synonyme non valide de Hymenachne amplexicaulis . 

## Taxinomie

### Synonymes
Selon Catalogue of Life (24 juillet 2017) :
- Dichanthelium acuminatum (Sw.) Gould & C.A.Clark
- Panicum dichotomum var. acuminatum (Sw.) Griseb.

### Liste des variétés
Selon World Checklist of Selected Plant Families (WCSP) (24 juillet 2017) :
- variété Panicum acuminatum var. acuminatum
- variété Panicum acuminatum var. densiflorum (E.L.Rand & Redfield) Lelong (1984)
- variété Panicum acuminatum var. lindheimeri (Nash) Beetle (1981)
- variété Panicum acuminatum var. longiligulatum (Nash) Lelong (1984)